# Члены-корреспонденты НАН Беларуси за всю историю существования

Полный список членов-корреспондентов Академии наук (Академии наук Белоруcской ССР, Национальной академии наук Беларуси). Всего 242 членкора.
| # А Б В Г Д Е Ё Ж З И К Л М Н О П Р С Т У Ф Х Ц Ч Ш Щ Э Ю Я |

## А
- Агурский, Самуил Хаимович (1884—1947) — историк
- Адамович, Алесь (1927—1994) — писатель
- Азаренко, Владимир Витальевич (род. 1958) — механизатор
- Айзберг, Роман Ефимович (1933—2022) — геолог
- Алейникова, Ольга Витальевна (род. 1951) — детский гематолог
- Александрович, Андрей Иванович (1906—1963) — поэт
- Амбросов, Антон Лаврентьевич (1912—1984) — вирусолог
- Аринчин, Николай Иванович (1914—1999) — физиолог
- Артемьев, Валентин Михайлович (род. 1934) — робототехник
- Астапович, Наталия Ивановна (1940—2005) — физиолог
- Асташинский, Валентин Миронович (род. 1950) — энергетик
- Афанасьев, Анатолий Александрович (1942—2020) — оптик
- Ахвердов, Иосиф Николаевич (1916—2007) — строитель

## Б
- Багинский, Владимир Феликсович (род. 1938) — лесовед
- Баранов, Олег Юрьевич (род. 1957) — генетик растений
- Бардышев, Иван Илларионович (1912—2000) — лесохимик
- Бекиш, Освальд-Ян Леонович (1938—2010) — иммунолог
- Белоус, Анатолий Иванович (род. 1951) — микроэлектроник
- Бирич, Татьяна Васильевна (1905—1993) — офтальмолог
- Блох, Исидор Григорьевич (1888—1958) — химик
- Бобков, Владимир Андреевич (род. 1939) — историк
- Богдасаров, Максим Альбертович (род. 1973) — геолог
- Богуш, Андрей Александрович (1925—2009) — физик-теоретик
- Бодяко, Михаил Николаевич (1914—1998) — металловед
- Бондарчик, Василий Кириллович (1920—2009) — этнограф
- Бормотов, Всеволод Евстафьевич (1928—2014) — генетик
- Бородуля, Валентин Алексеевич (1937—2020) — теплоэнергетик
- Броновицкий, Александр Юлианович (1914—1975) — патофизиолог
- Бронштейн, Яков Анатольевич (1897—1937) — литературовед
- Будевич, Иван Иванович (1940—2014) — животновод
- Будыка, Сергей Христофорович (1909—1988) — гидролог
- Булгак, Александр Григорьевич (род. 1958) — кардиолог
- Булыко, Александр Николаевич (род. 1935) — языковед

## В
- Василевич, Григорий Алексеевич (род. 1955) — правовед
- Василенко, Зоя Васильевна (род. 1946) — пищевой технолог
- Вафиади, Владимир Гаврилович (1911—1986) — физик
- Ведута, Николай Иванович (1913—1998) — экономист
- Вейник, Альберт Иозефович (1919—1996) — теплофизик
- Ветохин, Иван Андреевич (1884—1959) — физиолог
- Висмонт, Франтишек Иванович (род. 1950) — патолог
- Водопьянов Павел Александрович (род. 1940) — философ
- Воинов, Александр Петрович (1902—1987) — архитектор
- Воробей, Александр Владимирович (род. 1955) — гастроэнтеролог

## Г
- Гануш, Геннадий Иосифович (род. 1938) — агроном
- Герасименко, Михаил Александрович (род. 1973) — детский травматолог
- Голушко, Василий Михайлович (1936—2021) — животновод
- Гончаренко, Григорий Григорьевич (род. 1950) — генетик растений
- Гончарик, Михаил Николаевич (1899—1986) — физиолог растений
- Горанский, Георгий Константинович (1912—1999) — машиностроитель
- Гороховик, Валентин Викентьевич (род. 1949) — математик
- Горячкин, Виктор Георгиевич (1894—1962) — химик
- Грибковский, Виктор Павлович (1932—2000) — физик
- Григорьев, Андрей Яковлевич (род. 1958) — механик
- Гринчук, Павел Семёнович (род. 1976) — теплофизик
- Грудо, Эдуард Иосифович (1936—1997) — математик
- Губкин, Сергей Владимирович (род. 1963) — кардиолог
- Гуревич, Геннадий Львович (род. 1954) — фтизиатр
- Гурский, Леонид Ильич (род. 1936) — физик
- Гутаров, Иван Васильевич (1906—1967) — литературовед

## Д
- Давыденко, Олег Георгиевич (род. 1951) — генетик растений
- Данилов, Александр Николаевич (род. 1955) — социолог
- Демидчик, Вадим Викторович (род. 1972) — цитолог
- Демидчик, Юрий Евгеньевич (1958—2017) — онколог
- Демчук, Михаил Иванович (1946—2016) — государственный деятель
- Дорожкин, Нил Николаевич (1927—2007) — технолог
- Драгун, Владимир Леонидович (1946—2011) — физик
- Дубовец, Надежда Ивановна (род. 1954) — генетик растений

## Е
- Евменов, Леонид Фёдорович (1932—2019) — философ
- Емельянов, Виктор Андреевич (род. 1948) — микроэлектроник

## Ж
- Жабинский, Владимир Николаевич (род. 1960) — химик-органик
- Жирмунский, Александр Матвеевич (1887—1970) — геолог
- Журавский, Аркадий Иосифович (1924—2009) — языковед

## З
- Закревский, Аркадий Дмитриевич (1928—2014) — кибернетик
- Залесский, Александр Ефимович (род. 1939) — математик
- Залуцкий, Иосиф Викторович (1950—2018) — онколог
- Замятин, Николай Митрофанович (1900—1965) — животновод
- Зацепин, Николай Николаевич (1917—2015) — физик
- Заяц, Николай Емельянович (1943—2004) — экономист
- Зинченко, Анатолий Иванович (род. 1946) — микробиолог

## И
- Иванец, Андрей Иванович (род. 1984) — химик
- Иванов, Аркадий Петрович (1929—2024) — физик
- Иванов, Сергей Несторович (1909—1994) — почвовед
- Иванюк, Владимир Григорьевич (1941—2009) — картофелевод
- Ивицкий, Андрей Игнатьевич (1904—1992) — мелиоратор
- Ивуть, Роман Болеславович (род. 1949) — экономист
- Ильина, Зинаида Макаровна (1937—2014) — экономист
- Ильюшин, Иван Макарович (1903—1997) — философ
- Ипатьев, Александр Николаевич (1911—1969) — генетик растений

## К
- Кабашникова, Людмила Фёдоровна (род. 1956) — биофизик
- Казакевич, Пётр Петрович (род. 1955) — механизатор
- Казаровец, Николай Владимирович (род. 1949) — животновод
- Калиниченко, Елена Николаевна (род. 1948) — химик-органик
- Каменская, Нина Васильевна (1913—1986) — историк
- Карпенко, Геннадий Дмитриевич (1949—1999) — государственный деятель
- Карпов, Игорь Александрович (род. 1957) — инфекционист
- Карпуть, Иван Матвеевич (1938—2012) — иммунолог
- Качуро, Иван Михайлович (1902—1988) — экономист
- Кириллова, Фаина Михайловна (1931—2024) — математик, специалист в области математической кибернетики
- Ковалёв, Анатолий Анатольевич (1939—2008) — физик
- Ковалёв, Михаил Яковлевич (род. 1959) — учёный в области информатики
- Козлов, Юрий Константинович (1928—2016) — экономист
- Колыхан, Леонид Иванович (1931—2003) — учёный в обл. ядерной энергетики
- Корчиц, Евгений Витольдович (1880—1950) — учёный в области хирургии
- Коршунов, Фёдор Павлович (1934—2022) — физик
- Костромицкий, Сергей Михайлович (род. 1954) — радиофизик
- Красневский, Леонид Григорьевич (род. 1938) — учёный в обл. машиностроения
- Кудельский, Анатолий Викторович (род. 1934) — учёный в области региональной геологии и гидрогеологии
- Кузнецов, Владилен Александрович (1931—2008) — геолог
- Кулаковская, Тамара Никандровна (1919—1986) — агрохимик-почвовед
- Кулешов, Николай Васильевич (род. 1957) — лазерная медицина
- Купчинов, Борис Иванович (1935—2009) — учёный в области материаловедения в машиностроении
- Кухарчик, Пётр Дмитриевич (1945—2014) — учёный в обл. радиофизики

## Л
- Лавшук, Степан Степанович (род. 1944) — литературовед, критик
- Ладыгин, Борис Иванович (1896—1981) — учёный в обл. дорожного строительства
- Лазюк, Геннадий Ильич (1927—2021) — генетик
- Лашкевич, Григорий Иосифович (1904—1992) — учёный в обл растениеводства
- Лемеш, Валерий Митрофанович (род. 1938) — учёный в обл. ветеринарии
- Лихацевич, Анатолий Павлович (род. 1947) — учёный в обл. экологии сельского хозяйства
- Лобанов, Евгений Михайлович (1913—1976) — физик
- Лобанок, Леонид Михайлович (1943—2021) — физиолог
- Лойко, Олег Антонович (1931—2008) — поэт, литературовед
- Лопато, Геннадий Павлович (1924—2003) — учёный в обл. выч. техники и информатики
- Лукашёв, Валентин Константинович (1938—1998) — геолог, геохимик
- Лущицкий, Иван Николаевич (1907—1973) — философ

## М
- Мажуль, Владимир Михайлович (1939—2008) — биофизик
- Майер, Николай Артемьевич (1932—2012) — химик
- Майхрович, Альфред Степанович (1937—2004) — философ
- Маляревич, Александр Михайлович (род. 1962) — машиностроитель
- Манак, Николай Андреевич (1943—2017) — кардиолог
- Маньшин, Геральд Григорьевич (1937—2022) — учёный в обл. технич. кибернетики
- Марзалюк, Игорь Александрович (род. 1968) — историк, археолог
- Марцелев, Станислав Викторович (1925—2003) — историк
- Марченко, Иван Егорович (1923—1997) — историк
- Матус, Пётр Павлович (род. 1953) — математик
- Мацкевич, Юзефа Флориановна (1911—2003) — языковед
- Медведев, Андрей Григорьевич (1897—1985) — почвовед
- Медведев, Виталий Федосович (1928—2020) — экономист
- Мелких, Сергей Михеевич (1877—1952) — врач-терапевт
- Мельник, Степан Павлович (1883—1938) — ботаник, лесовод
- Михайлопуло, Игорь Александрович (род. 1938) — химик-органик
- Михалёв, Стефан Борисович (1926—2014) — физик
- Могилевцев, Дмитрий Сергеевич (род. 1969) — физик-теоретик
- Можейко, Фома Фомич (1936—2018) — химик
- Мойсеёнок, Андрей Георгиевич (род. 1943) — биохимик
- Муравьёв, Валентин Владимирович (род. 1938) — радиофизик
- Мушинский, Михаил Иосифович (1931—2018) —литературовед
- Мясникович, Михаил Владимирович (род. 1950) — экономист

## Н
- Найдёнов, Николай Васильевич (1886—1945) — зоолог
- Нестеренко, Василий Борисович (1934—2008) — энергетик
- Нефёд, Владимир Иванович (1916—1999) — театровед
- Никитченко, Иван Николаевич (1939—2010) — животновод
- Никончик, Пётр Иванович (1932—2018) — агроном

## О
- Ольдекоп, Юрий Артурович (1918—1992) — химик-органик
- Онегин, Евгений Евгеньевич (1932—2002) — машиностроитель
- Опейко, Фёдор Александрович (1908—1970) — механик
- Остапеня, Александр Павлович (1939—2012) — гидробиолог

## П
- Павлюкевич, Николай Владимирович (род. 1937) — теплофизик
- Падутов, Владимир Евгеньевич (род. 1963) — генетик
- Пантелеенко, Фёдор Иванович (род. 1950) — металлург
- Песецкий, Степан Степанович (1949—2020) — материаловед
- Петриков, Пётр Тихонович (1927—2007) — историк
- Пёрышкин, Григорий Андреевич (1898—1990) — гидротехник
- Пикулик, Михаил Михайлович (1948—2006) — эколог животных
- Пилипенко, Владимир Александрович (род. 1949) — физик
- Пилипенко, Михаил Фёдорович (1936—2025) — этнолог
- Пилипук, Андрей Владимирович (род. 1980) — экономист
- Пионтковский, Сергей Андреевич (1891—1937) — историк
- Пищимук, Пётр Семёнович (1879—1965) — химик-органик
- Плескачевский, Юрий Михайлович (род. 1943) — механик
- Поклонский, Николай Александрович (род. 1949) — физик
- Потапов, Макарий Васильевич (1887—1949) — гидротехник
- Прокопов, Пётр Ефимович (1909—1980) — растениевод
- Прокопчук, Николай Романович (род. 1948) — физикохимик
- Прохоров, Валерий Николаевич (род. 1960) — ботаник

## Р
- Радыно, Яков Валентинович (1946—2016) — математик
- Раковский, Владимир Евгеньевич (1900—1987) — химик
- Ратько, Анатолий Иванович (1950—2011) — химик
- Рахманов, Сергей Кимович (род. 1952) — физикохимик
- Редько, Всеволод Петрович (1937—2021) — физик
- Римский, Геннадий Васильевич (1936—2000) — кибернетик
- Рогачёв, Александр Александрович (род. 1978) — материаловед
- Рогачёв, Александр Владимирович (род. 1949) — физикохимик
- Романюк, Фёдор Алексеевич (род. 1952) — электроэнергетик
- Рубаник, Василий Васильевич (род. 1959) — акустик
- Рубникович, Сергей Петрович (род. 1974) — стоматолог
- Рупасова, Жанна Александровна (род. 1944) — физиолог растений

## С
- Савастюк, Антон Иванович (1927—1998) — философ
- Савченко, Владимир Кириллович (род. 1939) — генетик
- Свиридов, Дмитрий Вадимович (род. 1960) — химик-неорганик
- Семенков, Виктор Иванович (1925—2015) — правовед
- Семенченко, Виталий Павлович (род. 1951) — гидробиолог
- Семченко, Игорь Валентинович (род. 1959) — оптик
- Сердюков, Анатолий Николаевич (род. 1944) — физик-теоретик
- Сердюченко, Николай Сергеевич (1950—2024) — травматолог
- Сидорович, Евгений Антонович (1928—2017) — физиолог растений
- Сикорский, Всеволод Михайлович (1923—1981) — историк
- Скакун, Алексей Степанович (род. 1946) — экономист
- Слобожанина, Екатерина Ивановна (род. 1945) — фотобиолог
- Смольский, Бекир Михайлович (1913—1982) — теплофизик
- Смычник, Анатолий Данилович (род. 1949) — горняк
- Снежицкий, Виктор Александрович (род. 1959) — кардиолог
- Соловьёв, Константин Николаевич (1933—2023) — физик
- Солпанов, Владимир Всеволодович (род. 1936) — физиолог
- Старобинец, Григорий Лазаревич (1910—2001) — химик
- Степанов, Василий Иванович (1903—1979) — философ
- Сторожев, Николай Васильевич (1934—2004) — правовед
- Стрелюк, Марьян Иванович (1938—2000) — энергетик

## Т
- Таранухо, Григорий Иванович (1933—2025) — селекционер
- Тарасенко, Николай Владимирович (род. 1952) — физик
- Терентьев, Авенир Афанасьевич (1938—2003) — эколог
- Тимошенко, Владимир Николаевич (род. 1956) — животновод
- Титок, Владимир Владимирович (род. 1959) — физиолог растений
- Тихиня, Валерий Гурьевич (род. 1940) — правовед
- Тихомиров, Сергей Александрович (род. 1953) — физик
- Тищенко, Иван Григорьевич (1912—1987) — химик
- Томильчик, Лев Митрофанович (1931—2023) — физик-теоретик
- Торчик, Владимир Иванович (род. 1954) — эколог растений
- Точицкий, Эдуард Иванович (1935—2007) — материаловед
- Трофимов, Альберт Фёдорович (род. 1936) — ветеринар
- Троянчук, Игорь Олегович (1956—2018) — физик
- Тузиков, Александр Васильевич (род. 1958) — информатик

## У
- Урбан, Эрома Петрович (род. 1954) — селекционер
- Усанов, Сергей Александрович (род. 1948) — химик-органик

## Ф
- Федосюк, Валерий Михайлович (род. 1954) — физик

## Х
- Харик, Изи (1898—1937) — поэт

## Ч
- Чайка, Мария Тихоновна (1929—1997) — физиолог растений
- Чижевский, Михаил Григорьевич (1896—1964) — почвовед

## Ш
- Шабайлов, Виктор Иванович (1931—2018) — правовед
- Шабуня, Константин Иванович (1912—1984) — историк
- Шалыго, Николай Владимирович (род. 1950) — биофизик
- Шанько, Юрий Георгиевич (род. 1959) — хирург
- Шаршунов, Вячеслав Алексеевич (род. 1949) — механизатор
- Шевчук, Вячеслав Владимирович (род. 1949) — химик
- Шейко, Руслан Иванович (род. 1973) — животновод
- Шелег, Валерий Константинович (род. 1946) — машиностроитель
- Шеметков, Леонид Александрович (1937—2013) — математик
- Широков, Александр Михайлович (1924—2003) — кибернетик
- Шкуматов, Владимир Макарович (1952—2024) — биотехнолог
- Шушкевич, Станислав Станиславович (1934—2022) — физик

## Щ
- Щербина, Валентин Николаевич (1908—1976) — геолог и геохимик

## Я
- Якушев, Борис Иванович (1932—2016) — эколог растений
- Янович, Леонид Александрович (1934—2022) — математик